# Irina Chabarova
Irina Chabarova (in russo Ирина Сергеевна Хабарова?; Ekaterinburg, 18 marzo 1966) è un'ex velocista russa, argento olimpico nel 2004 nella staffetta 4×100 m, insieme alle connazionali Olga Fodorova, Julija Tabakova e Larisa Kruglova.

## Palmarès
| Anno | Manifestazione | Sede     | Evento      | Risultato        | Prestazione | Note                                     |
| ---- | -------------- | -------- | ----------- | ---------------- | ----------- | ---------------------------------------- |
| 2000 | Olimpiadi      | Sydney   | 4×100 m     | 5ª               | 43"02       |                                          |
| 2001 | Mondiali       | Edmonton | 200 m piani | 6ª               | 23"43       |                                          |
| 2002 | Europei        | Monaco   | 200 m piani | 7ª               | 23"59       |                                          |
| 2002 | Europei        | Monaco   | 4×100 m     | Bronzo           | 43"11       |                                          |
| 2004 | Olimpiadi      | Atene    | 100 m piani | 5ª               | 11"32       |                                          |
| 2004 | Olimpiadi      | Atene    | 4×100 m     | Argento          | 42"27       |                                          |
| 2005 | Mondiali       | Helsinki | 200 m piani | 5ª               | 23"26       |                                          |
| 2006 | Europei        | Göteborg | 100 m piani | Bronzo           | 11"22       |                                          |
| 2006 | Europei        | Göteborg | 4×100 m     | Oro              |             |                                          |
| 2007 | Mondiali       | Osaka    | 100 m piani | Quarti di finale | 11"38       | Miglior prestazione personale stagionale |
| 2007 | Mondiali       | Osaka    | 4x100 m     | 5ª               | 42"97       |                                          |

## Campionati nazionali
1 volta campionessa nazionale nei 200 m piani (2004)
2004
- Oro ai campionati nazionali russi, 200 m - 22"34

## Altre competizioni internazionali
1999
- Coppa Europa di atletica leggera ( Parigi)

2000
- Coppa Europa di atletica leggera ( Gateshead)

2001
- Coppa Europa di atletica leggera ( Brema)

2002
- Coppa Europa di atletica leggera ( Annecy)

2003
- Coppa Europa di atletica leggera ( Firenze)

2004
- Coppa Europa di atletica leggera ( Bydgoszcz)

2005
- Coppa Europa di atletica leggera ( Firenze)

2007
- Coppa Europa di atletica leggera ( Monaco di Baviera)